# Fabronia villaumii
Fabronia villaumii är en bladmossart som beskrevs av Ferdinand François Gabriel Renauld och Jules Cardot 1909. Fabronia villaumii ingår i släktet Fabronia och familjen Fabroniaceae. Inga underarter finns listade i Catalogue of Life.